# Prietella lundbergi
Prietella lundbergi är en fiskart som beskrevs av Walsh och Gilbert, 1995. Prietella lundbergi ingår i släktet Prietella och familjen Ictaluridae. IUCN kategoriserar arten globalt som sårbar. Inga underarter finns listade i Catalogue of Life.